# Trigonopterus ambangensis
Trigonopterus ambangensis – gatunek chrząszcza z rodziny ryjkowcowatych i podrodziny krytoryjków.
Gatunek ten opisany został po raz pierwszy w 2019 roku przez Alexandra Riedela na łamach „ZooKeys”. Współautorem publikacji jest Raden Pramesa Narakusumo. Jako miejsce typowe wskazano wschodnie zbocze Ambang w Modoinding na północny wschód od Kotamobagu w prowincji Celebes Północny. Epitet gatunkowy pochodzi od miejsca typowego.
Chrząszcz o ciele długości 2,4–2,76 mm, ubarwionym czarno z rdzawymi czułkami i stopami. Zarys ciała jest niemal jajowaty, z wierzchu wypukły. Ryjek ma po stronie grzbietowej mocną listwę środkową (u samicy poszerzoną) i parę listewek przyśrodkowych. Przedplecze ma gęsto i grubo punktowaną powierzchnię, a przestrzenie między punktami niemal gładkie. Pokrywy mają rzędy dobrze zaznaczone za pomocą szeregów małych punktów; ponadto występuje szereg głębszych punktów obrzeżający nasadę pokryw i rozproszone punktowanie na międzyrzędach. Odnóża mają nieząbkowane uda z grubymi, zaopatrzonymi w wąskie, białe łuski punktami na powierzchni przedniej. Tylna para ud ma ząbkowaną krawędź grzbietowo-tylną i łatę elementów strydulacyjnych przed wierzchołkiem. Genitalia samca cechują się prąciem o prawie równoległych bokach i niemal ściętym, zaopatrzonym w przedłużenie środkowe i rozproszone szczecinki szczytem, 1,5 raza dłuższą od prącia apodemą oraz pozbawionym wyraźnej nabrzmiałości przewodem wytryskowym.
Ryjkowiec ten zasiedla listowie górskich lasów. Spotykany był na wysokości 1480–1500 m n.p.m.
Owad ten jest endemitem indonezyjskiej wyspy Celebes. Znany jest tylko z prowincji Celebes Północny.